# Мухаджери, Лавдрим
Лавдрим Мухаджери (алб. Lavdrim Muhaxheri; 12 марта 1987, Косово — 8 июня 2017, Сирия) — албанский террорист, бывший сотрудник военной миссии НАТО в Косово, впоследствии — член исламистской террористической группировки «Исламское государство», где действовал под псевдонимом Абу Абдуллах аль-Кусуфи (араб. أبو عبدالله الكوسوفي‎). Был вербовщиком албанских джихадистов, воюющих в Ираке и Сирии. Он появлялся во многих видеороликах, призывая албанцев присоединиться к джихаду. В сентябре 2014 года был внесён Госдепартаментом США в список наиболее разыскиваемых террористов.
8 июня 2017 года штаб коалиционных сил во главе с США в Сирии объявил о смерти Мухаджери. Утверждается, что он был убит в результате авиаудара.

## Биография
Родился 12 марта 1987 года в городе Качаник на границе с Македонией. Жил с отцом и братьями, учился в школе им. Скандербега. Семья Мухаджери пострадала от политики преследования этнических албанцев, проводимой правительством Слободана Милошевича во время войны в Косово 1989—1999 гг. Знание английского языка помогло Мухаджери устроиться переводчиком в Кэмп-Бондстил, где располагалась военная миссия НАТО.
Мухаджери служил в тренировочном лагере НАТО в Афганистане с 2010 по 2012 год, а затем вернулся в Косово. В конце 2012 года он стал ассоциироваться с экстремистскими исламистскими ассоциациями, сначала с местной организацией «Парими», которая затем основала исламскую молодёжную организацию Качаник, в которой он был назначен эмиром (военным лидером). Организация была сформирована в рамках Исламского сообщества Косово. Его друзья сообщили СМИ, что он не был радикальным до вступления в исламистские ассоциации. Мухаджери утверждал в постах в Facebook в то время, что он контролировал назначение имама в мечети Качаник, центре конфликта между радикалами и традиционными местными жителями. Он также угрожал убить людей, которые критиковали косовских албанцев, направляющихся в Сирию для борьбы.
Прибыв в Сирию в конце 2012 года, он присоединился к гражданской войне в Сирии в качестве моджахеда и стал лидером подразделения этнических албанских моджахедов, связанных с Джебхат ан-Нусрой. Он вернулся в Косово в 2013 году и присутствовал на фестивале Рамадан 2013 года в составе Исламской общины Косово в Качанике, о чём свидетельствуют фотографии. Затем он вернулся в Сирию в том же году, став лидером моджахедов Исламского государства Ирака и Леванта (ИГИЛ), непосредственно подчиняясь лидеру ИГИЛ Абу аль-Багдади, возглавляя взвод этнических албанских боевиков. Мухаджери был связующим звеном между ИГИЛ и этническими албанцами в Албании, Косово и Македонии. Около 500 этнических албанцев боролись за ИГИЛ, из которых 232 из Косово (май 2015 года). Мухаджери был описан как «умный и опытный военный стратег».
В октябре 2013 года Мухаджери появился в видео, призывающем албанцев присоединиться к их борьбе. В 4 части пропагандистского фильма Звон мечей его можно увидеть вместе с другими албанцами из Албании, Македонии и Косово, размахивающим мечом, а затем уничтожавшим паспорта.
29 июля 2014 года Мухаджери загрузил фотографии на страницу Facebook, где он обезглавливал неопознанного человека в Сирии. В интервью албанской ежедневной газете «Dita», опубликованном 2 августа 2014 года, Мухаджери сказал, что мужчина был 19-летним шпионом и что он действовал в соответствии с Кораном. 15 августа 2014 года Интерпол получил международный ордер от властей Косово.
18 августа 2014 года иракский курдский медиа-канал KNNC сообщил, что Мухаджери был убит, и опубликовал фотографии, предположительно показывающие его мертвое тело. Друг Мухаджери опроверг утверждения о его смерти, в то время как страница Мухаджери в Facebook была удалена, что привело к предположениям о том, жив ли Мухаджери. В конце августа косовские власти арестовали сорок граждан, подозреваемых в участии в конфликтах в Сирии и Ираке, включая нескольких имамов Исламского сообщества Косово, в попытке подавить радикальный исламизм и ваххабизм. Действия Мухаджери побудили принять новый закон, запрещающий проповедование «ваххабизма» в Косово. 24 сентября 2014 года Государственный департамент США объявил Мухаджери глобальным террористом.
В другом видео, опубликованном группой активистов Raqqa is Being Slaughtered Silently (RSS) 21 мая 2015 года, видно, как Лавдрим Мухаджери стреляет из РПГ по пленному в Сирии. Неясно, новое это или старое видео; активист RSS считал его новым, в то время как албанский исследователь задал вопрос, что это новое видео, которое доказало, что он все ещё жив, в то время как другой аналитик сказал, что оно, по крайней мере, записано позже августа 2014 года. В видео Мухаджери допрашивает пленника, который говорит, что он убил двух бойцов ИГ с помощью РПГ; Мухаджери также осуждает пленника на смерть посредством РПГ.
Последний раз сообщалось, что Мухаджери находился в Сирии в 2015 году. 29 августа 2015 года был опубликован фильм «Рассвет халифата и возвращение золотого динара», продвигающий новую валюту, в котором Мухаджери показывает монеты гражданским лицам и бойцам на улицах Ракки. Несколько этнических албанских джихадистов, проживающих в Италии, имеющих связи с Мухаджери, были арестованы итальянской полицией в ноябре 2015 года. 29 декабря 2015 года сообщалось, что он находится в Ираке, согласно фотографиям, размещенным в Twitter.

## Смерть
8 июня 2017 года штаб коалиционных сил во главе с США в Сирии объявил о смерти Мухаджери. Утверждается, что он был убит в результате авиаудара